# Baltais purvs
Baltais purvs är ett träsk i Lettland.   Det ligger i Smiltene kommun, i den centrala delen av landet, 120 km öster om huvudstaden Riga.